# Ainay-le-Château
Ainay-le-Château is een gemeente in het Franse departement Allier (regio Auvergne-Rhône-Alpes). De plaats maakt deel uit van het arrondissement Montluçon. Ainay-le-Château telde op 1 januari 2022 987 inwoners.

## Geografie
De oppervlakte van Ainay-le-Château bedroeg op 1 januari 2022 24,07 vierkante kilometer; de bevolkingsdichtheid was toen 41 inwoners per km².
De onderstaande kaart toont de ligging van Ainay-le-Château met de belangrijkste infrastructuur en aangrenzende gemeenten.

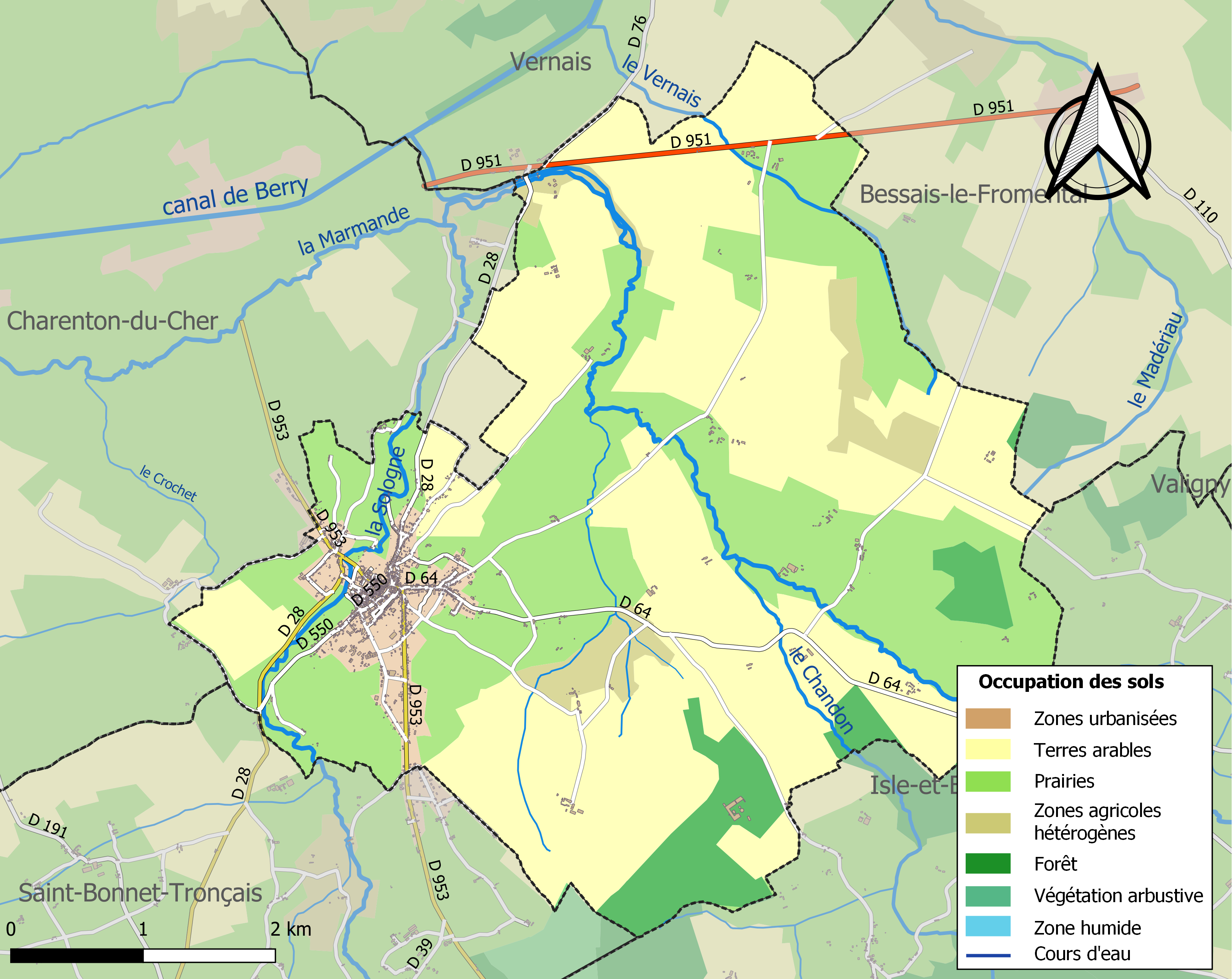

## Demografie
Onderstaande figuur toont het verloop van het inwonertal (bron: INSEE-tellingen).
Vanwege een beveiligingsprobleem met de MediaWiki Graph-software is het momenteel niet mogelijk deze grafiek weer te geven. Zodra de software is bijgewerkt zal de grafiek vanzelf weer zichtbaar worden.

## Erfgoed

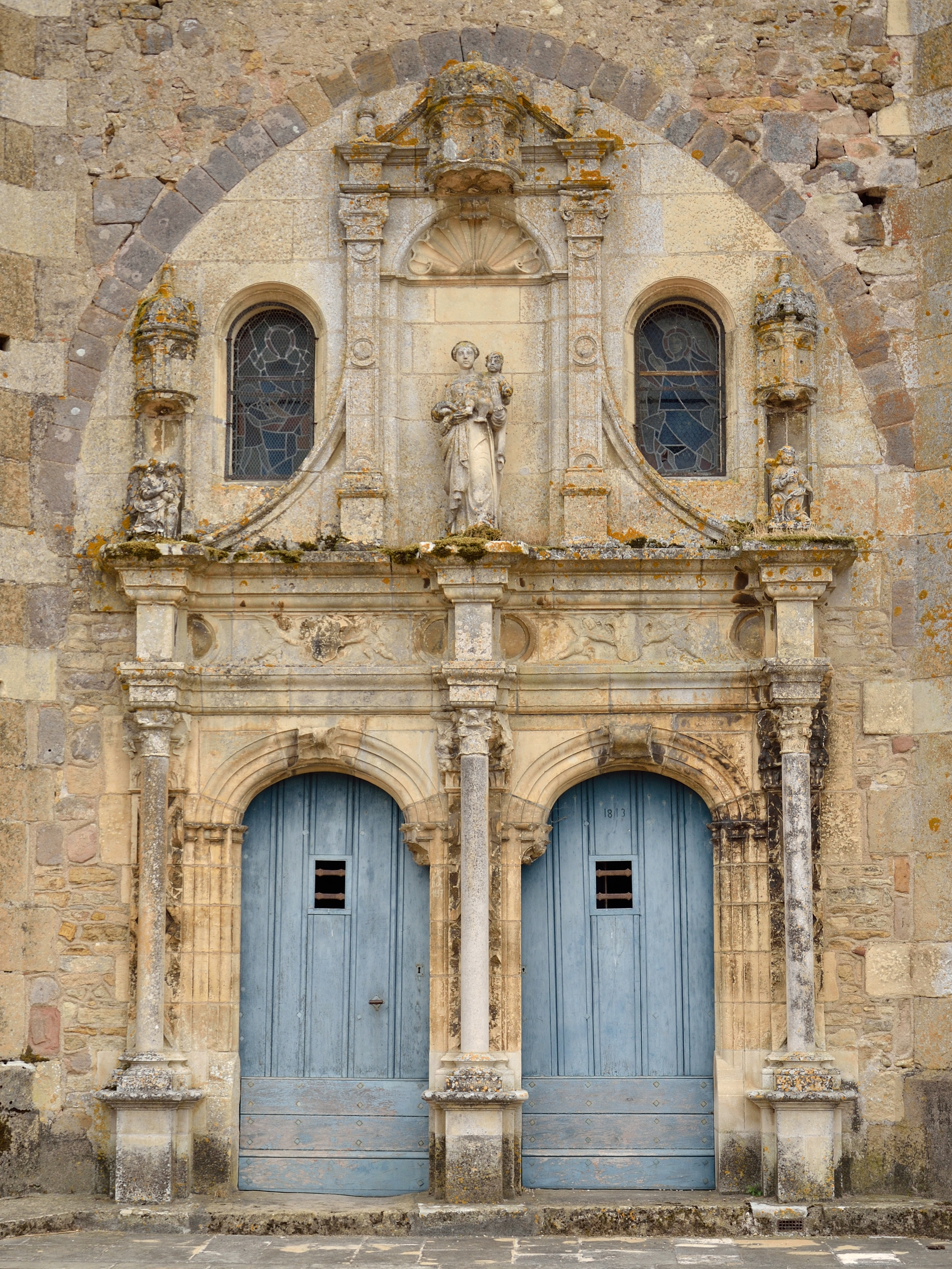
Renaissanceportaal van de kerk

De kerk Saint-Étienne telt verschillende bouwfases. Aan de westzijde zijn nog delen van de oorspronkelijke romaanse kerk zichtbaar. De toren is 13e-eeuws. Het schip en de transept zijn 16e-eeuws en het koor dateert uit het laatste decennium van de 17e eeuw.

## Geboren
- André Michael Lwoff (1902-1994), microbioloog en Nobelprijswinnaar (1965)